# Tmesisternus transversus
Tmesisternus transversus är en skalbaggsart som beskrevs av Francis Polkinghorne Pascoe 1867. Tmesisternus transversus ingår i släktet Tmesisternus och familjen långhorningar.
Artens utbredningsområde är Irian Jaya. Inga underarter finns listade i Catalogue of Life.